# Anna Sahlsten
Anna Sofia Sahlstén (Iisalmi, 22 de septiembre de 1859-Helsinki, 21 de agosto de 1931) fue una pintora finlandesa, conocida principalmente por retratos y escenas de género.

## Trayectoria
Hija de Clas Vilhelm Sahlstén y de Edla Elisabeth Heinricius, cuando tenía ocho años, su familia se mudó a Helsinki, donde asistió a una escuela sueca para niñas; recibiendo el diploma en 1877. Estudió después en la Academia de Bellas Artes de 1877 a 1880, y completó su formación en la academia dirigida por el pintor Adolf von Becker, de 1880 a 1882.
Fue a París en 1884, donde estudió en la Académie Colarossi, de 1884 a 1885 y entre 1889 y 1890. Sus maestros allí incluyeron a Gustave-Claude-Etienne Courtois, Paul-Louis Delance y Jean-André Rixens. Durante un viaje de estudios en 1896, visitó Berlín y San Petersburgo.
Comenzó a enseñar a la edad de veintiún años y trabajó como profesora de dibujo en una escuela secundaria desde 1882 hasta 1926. Cofundó la Asociación de Dibujo de Profesores de Finlandia en 1906 y fue su primera presidenta entre 1906 y 1926. También fue editora de la revista de la asociación, Stylus .
Tras retirarse de la enseñanza, escribió el relato para niños Paimen-Pertti ja prinsessa Priscilla. También desarrolló un programa para ayudar a los niños en su alimentación. En 1929, trabajó en pinturas religiosas en la iglesia de Leppävaara.
La mayoría de sus obras son escenas populares de personas en el trabajo, en la iglesia o en su casa. Más tarde incorporó elementos humorísticos. Sus pinturas de abuelas bebiendo café han sido utilizadas por la empresa Paulig, en una marca de café que lleva su nombre.

## Galería
|            |
| Young Girl |

|                            |
| On the Way to Church, 1892 |

|                           |
| Woman by the Window, 1893 |

|                                      |
| In the Hospital for Surgery, c. 1893 |

|             |
| Woman, 1894 |

|               |
| Passage, 1894 |

|                     |
| Bread Worries, 1895 |

|                     |
| Coffee Granny, 1895 |

|                         |
| By the Well of fi, 1898 |

|                          |
| Old Woman Stiching, 1900 |

|                        |
| Man from Karelia, 1902 |

|                          |
| At the Foot of the Cross |